# Massacre de Ipatinga

Soldado armado sobre um caminhão a vigiar a multidão de operários em greve, intimidada pela força policial. Foto tirada por José Isabel do Nascimento na manhã de 7 de outubro de 1963, poucas horas antes do massacre.

Massacre de Ipatinga foi um episódio de agressões e assassinato em massa acontecido no município brasileiro de Ipatinga, então distrito pertencente a Coronel Fabriciano, no interior do estado de Minas Gerais, no dia 7 de outubro de 1963. O fato consistiu em um atrito entre militares, então sob ordens do governador mineiro José de Magalhães Pinto, e funcionários da Usiminas, revoltados com as más condições de trabalho e a humilhação que sofriam ao serem revistados antes de entrar e sair da empresa para sua jornada de trabalho.
Na noite anterior ao dia do massacre, os trabalhadores que saíram do turno da noite foram submetidos a uma forte revista, em que leite e alimentos não puderam ser levados para casa. A Polícia Militar havia descoberto recentemente planos de resistência e reuniões sindicais no distrito, que eram combatidas. Revoltados com os fatos, operários se confrontaram contra a Cavalaria da Polícia após tentar dissolver uma aglomeração no alojamento Santa Mônica (atual bairro Horto) e somente com o intermédio de padre Avelino Marques, pároco da Paróquia Nossa Senhora da Esperança, foi decidido que ao amanhecer haveria uma reunião entre a diretoria da Usiminas e representantes da polícia, do sindicato local e dos operários.
Na manhã do dia 7, cerca de seis mil trabalhadores em greve em frente à portaria da Usiminas aguardavam o término da reunião, na qual foi decidido que a Cavalaria da Polícia seria suspensa durante as investigações das agressões do dia anterior. Ao mesmo tempo, soldados armados insistiam em permanecer no local e intimidavam os revoltosos, que passaram a repreendê-los com pedras e xingamentos. No momento em que padre Avelino e Geraldo Ribeiro, presidente do sindicato, entravam em um carro para se encaminharem à multidão, dezenove policiais no alto de um caminhão puseram-se a disparar contra os operários, resultando oficialmente em oito mortos (inclusive uma criança no colo de sua mãe) e 79 feridos. Tais números, no entanto, são contestados.
Houve, nos meses seguintes, aumentos salariais, a substituição do quadro de vigilantes e a condenação dos soldados envolvidos em agressões e no massacre. O Golpe de Estado no Brasil em 1964, no entanto, derrubava o então presidente João Goulart, dando início à ditadura militar. Isso culminou na prisão de sindicalistas e líderes de movimentos trabalhistas locais e na absolvição dos policiais envolvidos. Somente em 2004 foram pagas indenizações às famílias das vítimas e em 2013, com a instauração da Comissão Nacional da Verdade (CNV), o caso voltou a ser investigado.

## História

### Primórdios

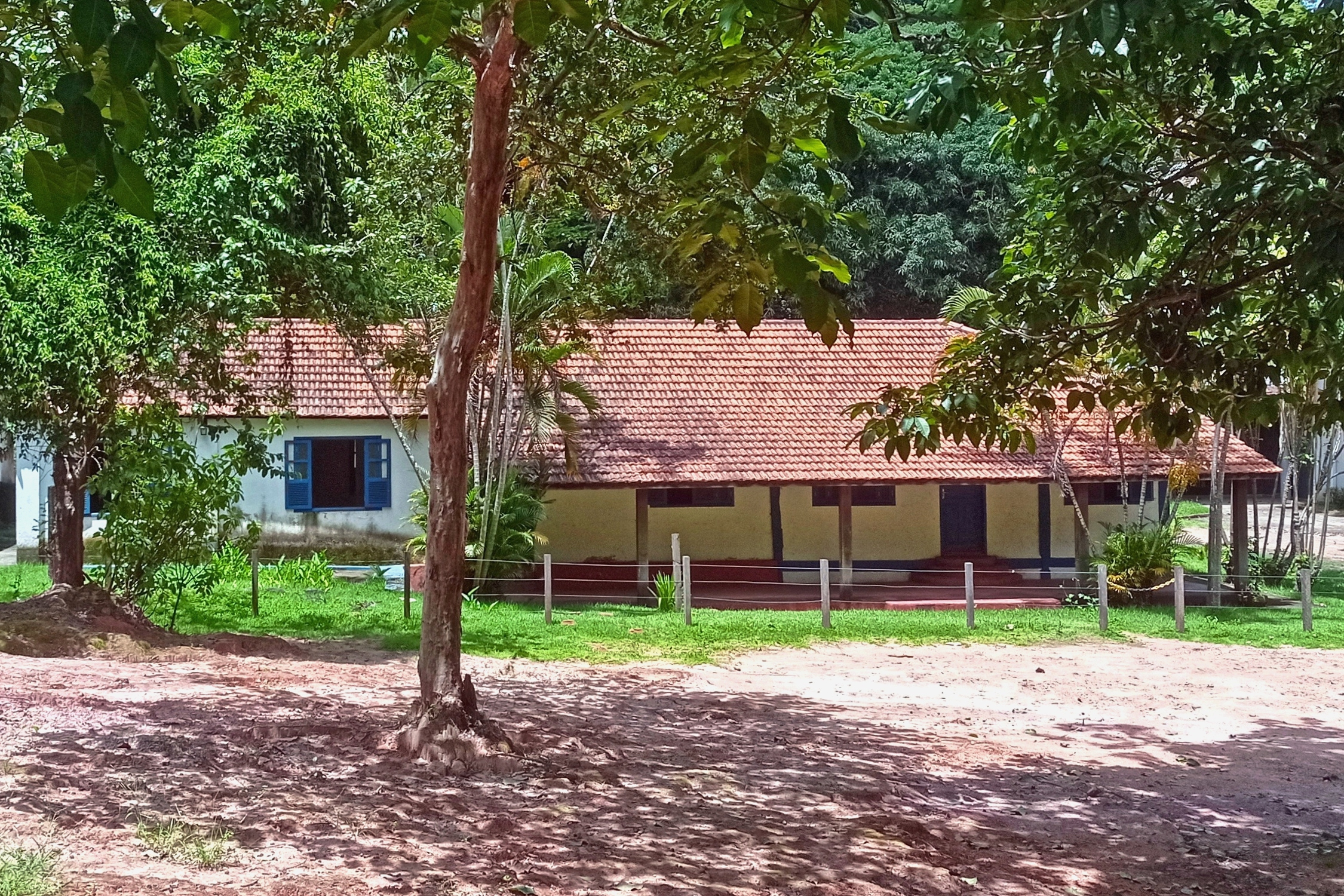
Vista da Fazendinha, no bairro Ferroviários, conhecida por ter sido a sede do Quartel da Cavalaria da Polícia Militar na ocasião do massacre.

A Usiminas, empresa do ramo de siderurgia instalada no então distrito de Ipatinga, pertencente ao município de Coronel Fabriciano, em 1956, trouxe à localidade, além de negociação de terras em grande quantidade, bens infraestruturais básicos como estabelecimentos de saúde, espaços de lazer, transporte e comunicação. Sua instalação foi fruto de investimentos de empresários japoneses e contribuiu para a formação da atual Região Metropolitana do Vale do Aço, um dos principais núcleos industriais do estado. Nos anos seguintes à sua chegada, a companhia também construiu bairros inteiros destinados a servir de abrigo aos moradores, que eram distribuídos de acordo com a hierarquia da empresa; o bairro Castelo, por exemplo, era destinado à presidência, enquanto que o vizinho Cariru abrigava os funcionários que não eram técnicos. De forma geral, os bairros mais afastados eram habitados pelos trabalhadores de classes inferiores.
Contudo, os investimentos do Estado, responsável por 55% do capital estatal da empresa — outros 5% pertenciam a empresários nacionais e 40% a japoneses —, restringia-se aos arredores da empresa e pouco levavam em consideração o município de Coronel Fabriciano como um todo, cuja administração havia isentado a Usiminas de impostos. Ao passo que a população de toda a região crescia em função da atividade industrial, também por influência da Acesita (situada em Timóteo, outro distrito fabricianense), a educação na cidade mostrava-se precária, com elevados índices de evasão escolar e analfabetismo (superiores a 50%) ao final da década de 50. Além disso, a infraestrutura disponibilizada pela empresa se mostrava insuficiente para atender à demanda de operários da região ou que vinham de diferentes áreas do Brasil à procura de trabalho, tampouco àqueles que não se empregavam na indústria. Em Ipatinga, os alojamentos se tornaram poucos e os índices de violência eram elevados.

### Motivações

Caminhões lotados transportando trabalhadores da Usiminas.

A Usiminas entrou em operação em 26 de outubro de 1962, com cerca de quinze mil funcionários, dentre os quais oito mil trabalhadores diretos e os sete mil restantes empregados por empreiteiras. A adaptação ao trabalho se mostrava difícil, visto que eram poucos os funcionários capacitados para lidar com tarefas exaustivas próximas a gases tóxicos e temperaturas que alcançavam 1 700 ºC (temperatura de fusão do aço), tornando comuns os acidentes de trabalho. Além do transporte precário, a alimentação também era dificultada pelas longas filas para as refeições. Os restaurantes eram hierarquizados, contando com distinção para engenheiros e operários, estes forçados a enfrentar filas desorganizadas e que davam princípio a tumultos a qualquer momento. As relações entre os trabalhadores também não eram boas, haja vista as condições em que se encontravam, as diferenças culturais e a distância das famílias. Fora da empresa, as opções de lazer eram escassas, restritas principalmente a pequenos bares.
O presidente da Usiminas na ocasião, Amaro Lanari Júnior, observa que "começaram a acontecer em Ipatinga casos de loucura", frutos desse conjunto de fatores. Os constantes casos de indisciplina levaram a Usiminas a colocar em prática medidas de controle com o auxílio da polícia, que começaria a interferir de forma rígida mesmo fora da empresa. Furtos passaram a ocorrer no interior da usina, o que incentivou rigorosas vistorias nos trabalhadores no momento em que deixavam a área de trabalho. A associação de problemas sociais e profissionais e a interferência intransigente das forças policiais aspirava a insatisfações e revoltas, no entanto manifestações sindicais também eram repudiadas e punidas pela polícia. Filiações ao Sindicato dos Trabalhadores Metalúrgicos de Coronel Fabriciano, que então representava os operários da empresa, eram vetadas.
Há inclusive um relato de cerca de duzentos funcionários fichados como operadores, mas que na prática eram utilizados para fiscalizar ações de trabalhadores tanto interna quanto externamente. Por vezes, equipes de segurança monitoravam funcionários em bares ou nas ruas de Ipatinga e, em caso de atitudes suspeitas, comunicavam à diretoria da Usiminas para decidir se afastava ou demitia o operário. O Departamento de Ordem Política e Social (DAOPS) de Minas Gerais, que atuava como uma espécie de serviço de inteligência do governador José de Magalhães Pinto, também mantinha infiltração entre os funcionários, bem como o Exército Brasileiro, que temia que o presidente João Goulart instaurasse uma república sindicalista.

### O estopim
No início de outubro de 1963, forças de segurança infiltradas relataram à Usiminas a possibilidade de elevação da impaciência dos trabalhadores e recomendaram à empresa que fossem cancelados planos como a criação de um sindicato controlado por ela mesma e a demissão em massa de líderes revoltosos. À mesma ocasião, também foi denunciado um sindicato secreto entre os operários. Outra notificação feita era que representantes do Comando Geral dos Trabalhadores (CGT), por intermédio do Presidente da República e sindicalista João Goulart, teriam estado em Ipatinga entre os dias 4 e 6 de outubro. A princípio, essa visita teria ocorrido para conseguir influência dos trabalhadores da Belgo-Mineira na região para a greve dessa empresa em São Paulo, mas na visão do Exército o CGT buscava apoio para a causa da Usiminas entre os funcionários da Belgo-Mineira e da Acesita. Em 4 de outubro, João Goulart pedira ao congresso que decretasse estado de sítio em todo o país, tendo em vista a situação econômico-social do país frente a manobras sindicais e políticas.
Na tarde de 6 de outubro, um domingo, ocorreu a primeira reunião do Sindicato dos Trabalhadores Metalúrgicos de Coronel Fabriciano em Ipatinga, convocado após agressões a operários por motivos fúteis, incluindo o controle de multidões e pequenos desentendimentos. Muitas acusações foram feitas contra as forças de segurança da Usiminas e fora dito por Geraldo Ribeiro, presidente do sindicato, que as autoridades ficariam cientes e medidas seriam cobradas da empresa. Havia, no entanto, representantes da Usiminas infiltrados. Informado da assembleia, o serviço de segurança da empresa passara a reforçar o policiamento no intuito de desmoralizar a resistência naquela mesma noite.
Na noite de 6 de outubro, por volta de 22h15min, caminhões que levavam trabalhadores embora foram parados pelos vigilantes próximos à portaria da empresa para uma revista. Marmitas dos operários foram abertas e litros de leite foram derramados. Diariamente, os operários tinham direito a um saco com 250 ml de leite e um pão francês, que muitas vezes eram levados para casa e repartidos com a família. Chovia naquela noite e com o ocorrido houve tumulto, resultando em alguns trabalhadores pisoteados pelos cavalos de soldados que davam cobertura à ação. Ao fim da vistoria, antes de o caminhão prosseguir com os operários, houve gritos de que o Escritório Central seria destruído.
Em torno das 23 horas, um eletricista foi atacado por forças policiais após um grupo próximo de si resistir a ordens de dissolver uma aglomeração de pessoas no alojamento Santa Mônica (atual bairro Horto). Conhecidos do eletricista revidaram a golpes de chutes e braços e conseguiram conter os seguranças, que foram embora mas prometeram se vingar. Temendo novos ataques da polícia, os moradores do Santa Mônica improvisaram barricadas com móveis e tambores. Alguns se armaram com pedaços de pau e ferro. A princípio não havia planos de atacar as forças policiais, apenas de se defenderem. O enfrentamento fora alertado a Robson Zamprogno, delegado especial do distrito de Ipatinga e Capitão da Cavalaria, que teria sido informado que a situação estava fora de controle e necessitava de reforço. Segundo depoimentos dos envolvidos no inquérito policial, a chegada da cavalaria, pouco antes da meia-noite, teria culminado em dezenas de espancamentos, invasões de residências e pessoas baleadas, dentre moradores e policiais tanto no Santa Mônica e no alojamento vizinho Chicago Bridge. Cerca de trezentos pessoas foram detidas. Mais tarde, a energia elétrica foi cortada.

### Tentativa de consenso
Por volta de 2 horas da madrugada de 7 de outubro, a polícia levou até o alojamento Santa Mônica o padre Avelino Marques, primeiro pároco da Paróquia Nossa Senhora da Esperança. Capitão Robson Zamprogno pediu a ele que fosse até os operários e perguntasse o que desejavam e exigisse a presença de representantes. O padre afirmou que iria na condição de que abaixassem as armas e assim foi feito, encaminhando-se aos revoltosos ao ser iluminado por um caminhão da Cemig. Ao religioso, pediram que os soldados se retirassem e os 300 detidos fossem libertados, o que de fato ocorreu, e foi combinado que uma comissão compareceria ao Escritório Central da Usiminas juntamente com Robson e padre Avelino ao amanhecer. Ele passaria o restante da madrugada com os operários. No ambulatório da empresa, estavam sendo atendidos os feridos.
Em vista dos acontecidos e no aguardo do encontro da comissão com a diretoria da empresa, um aglomerado de cerca de 1 500 trabalhadores se formou pouco antes das 5 horas da madrugada próximo à portaria, bloqueando o acesso e incitando greve. A chegada de mais operários originava princípios de tumultos, enquanto que outros incentivavam depredações. A polícia foi notificada pelo serviço de vigilância e mandaria o máximo de esforços possível, mas estaria limitada pois a Acesita também estava em greve em Timóteo. Padre Avelino insistia ao Tenente da Polícia que a movimentação era pacífica, mas à medida que outros caminhões com trabalhadores chegavam, a desordem aumentava. Os soldados com armas à mostra eram instruídos pelo Capitão Robson Zamprogno a não matarem e não atirarem.
Às 7 horas da manhã, houve a chegada de Geraldo Ribeiro à portaria, chamado à reunião no Escritório Central. Apesar do tumulto, o sindicalista pediu ao Tenente que retirasse suas tropas, mas teve seu pedido negado. À essa altura, José Isabel do Nascimento, mestre de montagem de uma empreiteira, fotografava a multidão do alto de uma cancela. Os flashes da câmera chamavam a atenção, inclusive dos policiais, que se sentiram incomodados. A reunião com a diretoria teve início às 7h30min e em seu desenrolar uma série de ataques e contra-ataques foram feitos entre o sindicato e Capitão Robson. O presidente sindicalista e padre Avelino propuseram retirar a cavalaria de Ipatinga, responsável pelo policiamento de rua, mas tal pedido fora negado pela empresa e repreendido por Robson. Ao mesmo tempo, passava de seis mil o número de operários na portaria. A chuva da madrugada trouxe ao local muita lama e sujeira.

### Massacre

Corpo do operário Sebastião Tomé da Silva recolhido nas dependências da Usiminas após o massacre.

A reunião chegou ao fim por volta de 9h15min e ficou acordado entre as partes que a cavalaria seria suspensa do policiamento de rua até a conclusão das investigações dos ataques da madrugada anterior. O Capitão Robson também exigira que as tropas se retirassem dali sem vaias, o que Geraldo Ribeiro se comprometera a tentar cumprir, mas isso seria quase que impossível frente aos milhares de manifestantes à frente da portaria, que a essa altura xingavam e jogavam pedras contra os soldados que insistiam em permanecer armados. No momento em que padre Avelino e Geraldo entravam em um carro para se encaminharem à multidão, começaram a ser ouvidas as rajadas de tiro disparadas contra os revoltosos. Robson, ao ouvir os disparos, entrou imediatamente em um jipe e rumou aos soldados, pedindo-lhes que parassem sem mal poder ser escutado.
Acontecia que 19 policiais militares disparavam contra os trabalhadores de cima de um caminhão. José Isabel do Nascimento fotografava um militar no momento em que tomou um tiro de revólver, vindo a ser encaminhado à Casa de Saúde Santa Terezinha (no Centro de Ipatinga) e falecido em 17 de outubro. Houve correria entre trabalhadores e outros civis e, ao cessar dos tiros, começou imediatamente um grande movimento de veículos e ambulâncias lotadas de feridos em direção à Casa de Saúde Santa Terezinha e ao Hospital Siderúrgica, no Centro de Fabriciano. Geraldo Ribeiro, padre Avelino e outros integrantes da reunião chegaram a tempo de ver apenas os corpos mutilados e homens agonizando pedindo socorro, além de pertences e marmitas dos operários espalhados por toda a parte, pondo-se a ajudar depois de permanecerem um pequeno tempo paralisados ao fim de 15 minutos de tiros. Robson, por sua vez, permaneceu um tempo chorando no jipe, lamentando-se com outro oficial do que sua equipe fizera.
No Escritório Central, alguns funcionários passaram mal devido ao nervosismo e foram encaminhados ao ambulatório. Geraldo Ribeiro tentava tranquilizar todo mundo. A chegada de uma tropa vinda do Batalhão de Governador Valadares voltou a incitar os operários, devido à ameaça de alguns soldados que foram contidos pelo tenente Xavier. O sindicalista também determinou que os trabalhadores não atacassem. Xavier, ao encontrar o Capitão Robson em prantos, determinou que organizaria a defesa no local. Um pouco mais tarde, Geraldo contactou a Secretaria de Segurança em Belo Horizonte a fim de divulgar o ocorrido à imprensa. O então prefeito fabricianense, Cyro Cotta Poggiali, compareceu ao local da chacina na hora do almoço, em uma caminhonete carregada de água potável e alimentos. Às 13 horas, chegou de trem pela EFVM o capitão Jacinto Franco do Amaral, que veio de Governador Valadares a pedido de Xavier para assumir o policiamento de Ipatinga provisoriamente.

### Vítimas

Corpo de Ângela Eliane Martins.

De forma oficial, a chacina terminou com oito mortes e 79 feridos, no entanto tais números são contestados, visto que há muitos relatos de familiares de possíveis vítimas que não foram contabilizadas, principalmente de crianças que perderam o pai. Fontes indicam trinta mortos enquanto que outras até oitenta. Padre Abdala Jorge, de Timóteo, afirma ter contabilizado onze corpos em um hospital da região. Em uma carpintaria de Timóteo teriam encomendado doze caixões, mas um ex-funcionário da Usiminas afirma ter buscado 32 a pedido da empresa em Belo Horizonte no dia seguinte. Em entrevista concedida em 2006, Geraldo Ribeiro disse ter visto no dia do massacre quatro corpos estendidos no chão antes de ir até Timóteo contactar a Secretaria de Segurança e ao retornar, cerca de 30 minutos mais tarde, não havia nenhum corpo. Também afirmou, décadas mais tarde, ter recebido da Usiminas uma carta informando que 59 funcionários foram demitidos por não terem retornado às atividades trinta dias após o ocorrido.
Um inquérito aberto no dia seguinte ao massacre apontava que pelo menos quatro corpos foram jogados no Ribeirão Ipanema, mortos em um tiroteio. Daniel Miranda Soares narra em seu artigo "O Massacre de Ipatinga" no Cadernos do CEAS nº 64 de 1979 que foram mais de três mil feridos e 33 teriam morrido até o dia seguinte em decorrência dos ferimentos. Dentre as oito mortes, constam José Isabel do Nascimento, o único a fotografar o massacre; a menina Ângela Eliane Martins, de três meses de idade, que foi baleada no colo da mãe Antonieta Francisca da Conceição Martins, que a levava para uma consulta no ambulatório da Usiminas; além de outros cinco industriários (Gilson Miranda, Aides Dias de Carvalho, Antônio José dos Reis, Alvino Ferreira Felipe e Sebastião Tomé da Silva) e um alfaiate (Geraldo Rocha Gualberto).

## Impactos e investigações

Destruição do caminhão usado no massacre.

A Rádio Guarani fora a primeira a anunciar o massacre, repassando a informação de que havia sete mortos e dezenas de feridos. Houve, em um período de 24 horas, repercussão nacional e internacional. A Assembleia Legislativa de Minas Gerais (ALMG) deu início às investigações em 8 de outubro, instaurando uma Comissão de Inquérito. Neste dia, representantes do governador, da Usiminas e de sindicatos, Cyro Cotta Poggiali, Massilon Resende Teixeira (juiz da Comarca de Coronel Fabriciano) e Orlando Milanez (promotor da comarca) se reuniram em Ipatinga. Geraldo Ribeiro exigia a punição dos policiais envolvidos, o que o comandante geral da Polícia Militar José Geraldo de Oliveira, que também chegou ao distrito no dia 8, garantiu que aconteceria. No mesmo dia, o coronel instaurou um inquérito policial. Os três dias seguintes após o episódio foram de rebelião no distrito, onde, além da greve, foram destruídas a guarita da vigilância da Usiminas, a delegacia, a cadeia pública e o caminhão usado para os disparos.
Outro ponto defendido pelo sindicalista era a retirada da Polícia Militar de Ipatinga e o policiamento local pelo Exército, mas isso era impraticável para Magalhães Pinto. O governador não podia deixar que a polícia do estado fosse substituída pelas forças nacionais, lideradas pelo presidente e rival político João Goulart, bem como não seria bem visto caso houvesse uma má repercussão da Polícia Militar em relação às mortes. O inquérito aberto contra os 19 policiais envolvidos no massacre de 7 de outubro foi encerrado em 4 de novembro de 1963 e um segundo, que envolvia as agressões contra os operários no dia anterior, foi entregue em 29 de novembro. Os operários da Usiminas obtiveram um aumento salarial e a garantia de liberdade aos líderes do sindicato. Em fevereiro de 1964 realizaram uma nova greve exigindo, sem sucesso, um novo aumento. O quadro de vigilantes da empresa também foi substituído.
O policiamento nas ruas de Ipatinga foi reduzido, mas a criminalidade crescente fez com que houvesse uma demanda por policiais. Um grupo de elite da Policia Militar preparado em Belo Horizonte chegou ao distrito no final de 1963. Ainda havia uma resistência contra a presença de militares em alguns alojamentos, mas por sugestão do padre Avelino, os oficiais trouxeram uma banda de música que conseguiu aproximar a população das forças de segurança. No Santa Mônica a resistência se estendeu por mais tempo e somente em 10 de março de 1964, após um tiroteio entre moradores, a polícia forçou uma atuação sob a presença de Geraldo Ribeiro. Nos anos seguintes, a Usiminas acelerou a construção de novos bairros residenciais, visto que até 1963 cerca de 60% habitavam em condições precárias. Ações de recursos humanos e a implementação de políticas de assistência social minimizaram os conflitos entre as relações de trabalho.

## Subversão e indenizações

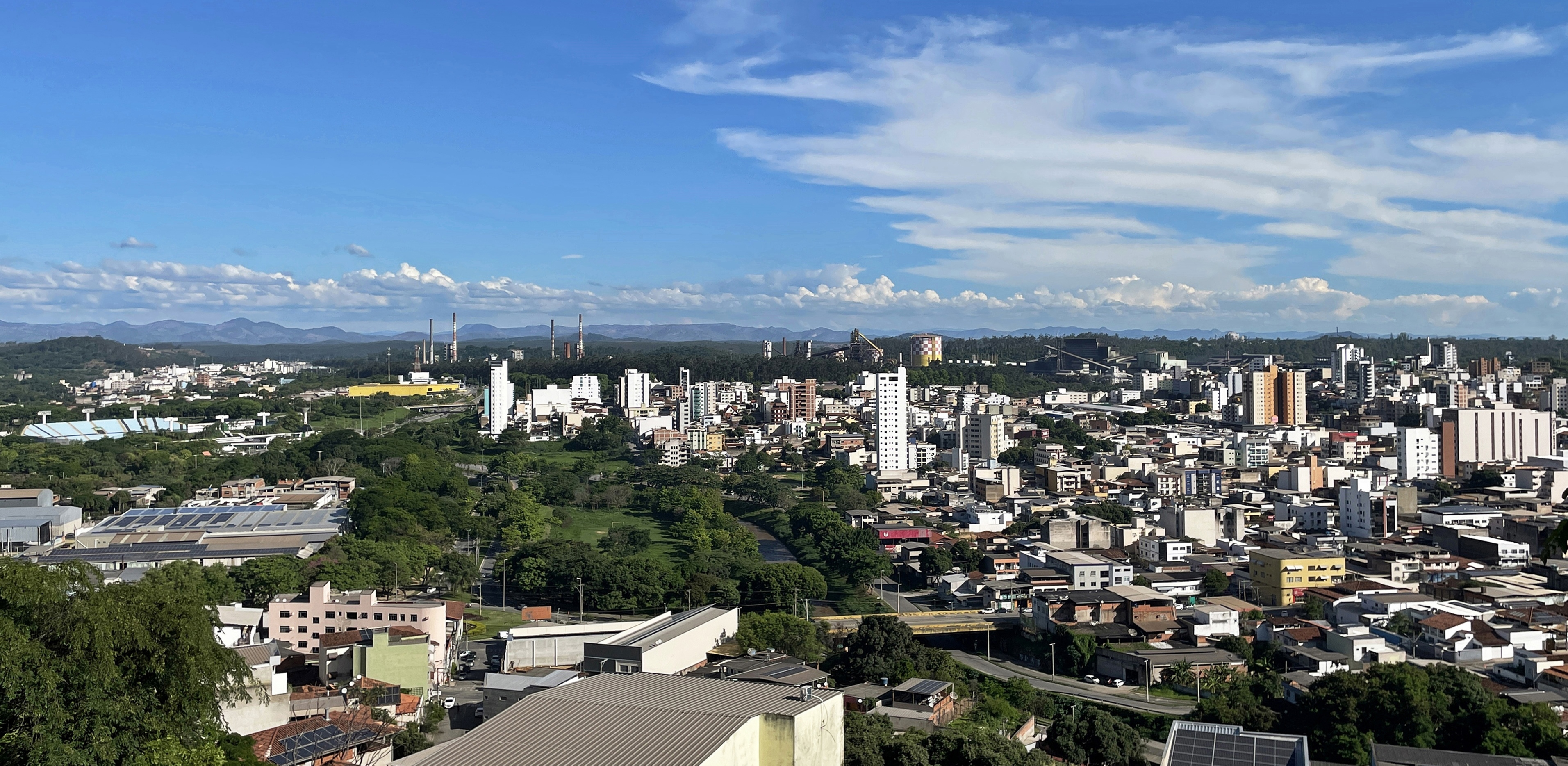
Vista parcial de Ipatinga com a Usiminas ao fundo. O município foi emancipado de Coronel Fabriciano seis meses após o massacre.

O Golpe de Estado em 31 de março de 1964 derrubava o então presidente João Goulart, dando início à ditadura militar no Brasil. Isso culminou, nos primeiros dias do mês seguinte, na prisão de sindicalistas e líderes do alojamento Santa Mônica. Geraldo Ribeiro não foi detido por ter colaborado com a entrada da polícia em Santa Mônica, mas foi notificado em 9 de junho que seria afastado do cargo de líder sindical. Ipatinga e Timóteo foram emancipadas de Coronel Fabriciano em 29 de abril de 1964, sob influência do massacre e divergências políticas entre o prefeito fabricianense Cyro Cotta Poggiali e o governador José de Magalhães Pinto, que até pouco tempo eram aliados. Tal aliança havia levado Magalhães Pinto a vetar o desmembramento dos distritos em dezembro de 1962. Em julho de 1964, o Sindicato dos Trabalhadores Metalúrgicos de Coronel Fabriciano foi assumido por militares para dar origem ao Sindicato dos Metalúrgicos de Ipatinga (Sindipa) em 1º de maio de 1965, fundado sob a presença do presidente Castelo Branco.
Em 8 de março de 1965, todos os policiais envolvidos no massacre foram absolvidos, alegando estarem agindo em legítima defesa. Em 29 de fevereiro de 1964, a presidência da Usiminas em Belo Horizonte havia sido comunicada pela diretoria em Ipatinga de que existia um plano de explodir a empresa, que de fato, segundo relatos, foi cogitado por alguns operários radicais durante a greve daquele mês, mas essa ideia foi combatida pela maioria e pelo sindicato uma vez que a empresa era a única fonte de renda de muitas famílias. Esse esboço foi usado como um forte argumento a favor dos militares e contra os trabalhadores, no entanto várias informações vistas como incertas teriam sido levadas em consideração no decorrer das investigações, como a presença não confirmada de líderes sindicais nos conflitos da noite anterior à chacina. O Ministério Público Militar entrou em recurso contra a decisão em 7 de maio de 1965, mas o processo foi concluído a favor dos militares em 10 de dezembro.
Apesar da repressão, em meados da década de 80 ocorreram as primeiras manifestações contra o massacre. Em 1984, houve um protesto organizado por doze instituições, entre sindicatos, associações comunitárias, Pastoral Operária e o Partido dos Trabalhadores (PT). Em 1987, ocorreu uma manifestação invitada pela Sociedade Cultural Sete de Outubro (SC-7), criada com o objetivo de reunir e preservar informações a respeito do massacre. Após o fim da ditadura militar no Brasil, em 1985, a lei nº 9.140, aprovada em 4 de dezembro de 1995, seria a primeira que previa indenizações a familiares de pessoas mortas ou desaparecidas durante o regime militar. Esse decreto cogitou aos familiares das vítimas do massacre o direito de ressarcimento, mas a lei abrangia apenas aqueles que perderam a vida em "dependências policiais". Em março de 2004, a aprovação da Medida Provisória 176 também passou a garantir indenizações às famílias de falecidos em  manifestações públicas ou conflitos armados. Com base nesse projeto, somente em 7 de outubro de 2004 o primeiro processo de indenização do massacre (da família do alfaiate Geraldo Gualberto) foi aprovado pela Comissão dos Mortos e Desaparecidos, do Governo Federal. No final do mesmo mês, outras quatro famílias foram indenizadas.
Apesar do número de mortos sempre ter sido questionado, apenas cinco famílias requereram indenizações em 2004, contra oito mortes oficiais. Houve naquele ano um incentivo por parte do Centro de Apoio ao Cidadão (CAC), um órgão da Câmara Municipal de Ipatinga, para que os familiares buscassem ser ressarcidos. Em 7 de outubro de 2013, no aniversário de cinquenta anos do massacre — coincidentemente também em uma segunda-feira chuvosa na cidade — vítimas e parentes foram ouvidos pela Comissão Nacional da Verdade (CNV) em uma audiência pública no Fórum de Ipatinga com o objetivo de reunir informações sobre o episódio. Um relatório divulgado pela CNV em dezembro de 2014 incluiu três nomes de operários que podem ser considerados vítimas da ação militar e apontou como responsáveis pela ação desde militares ao governador do estado na época do massacre.

## Influências culturais

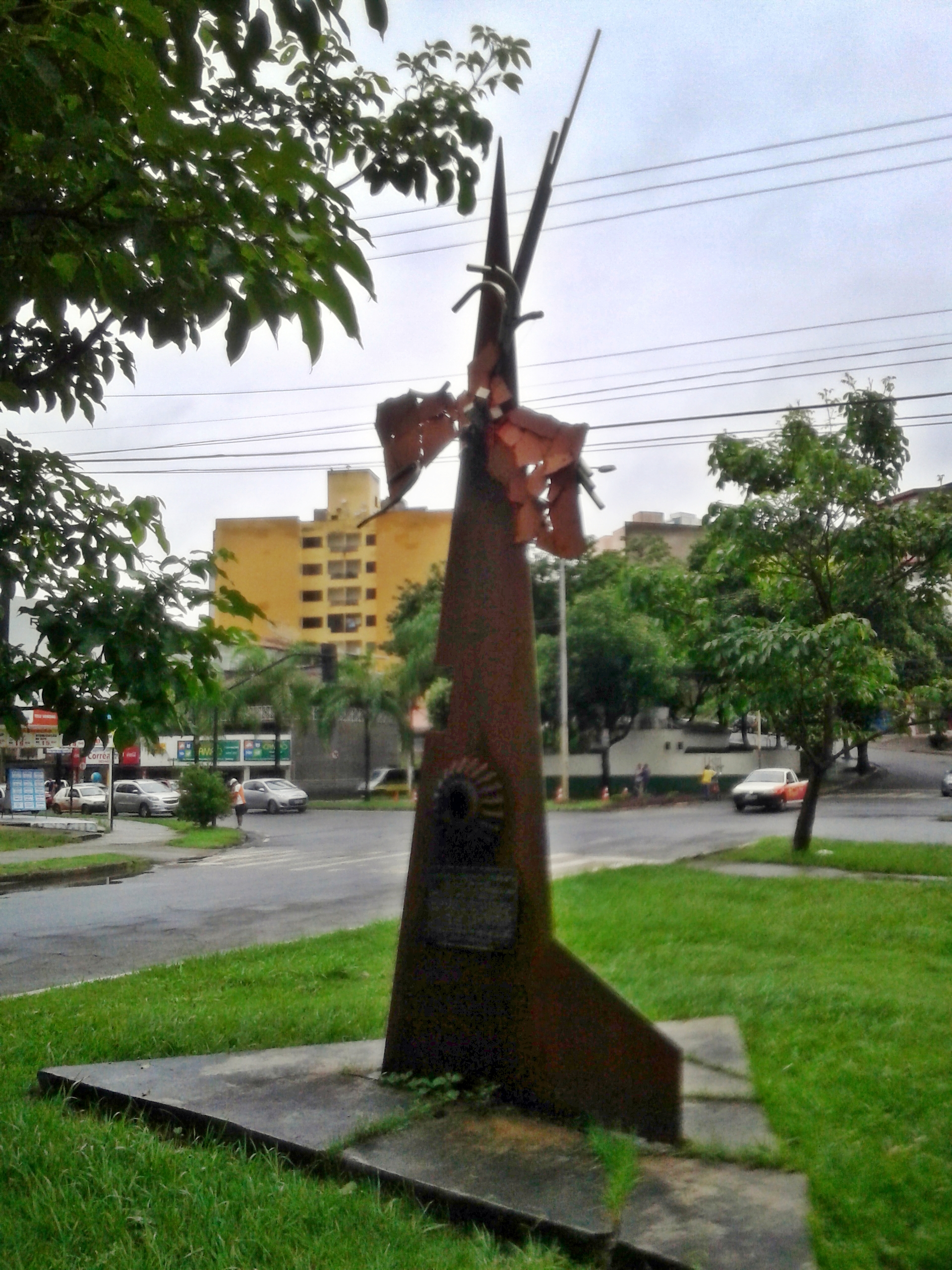
Monumento "7 de Outubro", no bairro Bom Retiro, que foi inaugurado pelo Sindicato dos Metalúrgicos de Ipatinga (Sindipa) em 1989.

O aniversário do massacre é relembrado anualmente em Ipatinga com homenagens e manifestações em memória às vítimas. Em 7 de outubro de 1989, na ocasião dos 26 anos do episódio, o Sindicato dos Metalúrgicos de Ipatinga inaugurou o Monumento "7 de Outubro", que está localizado no bairro Bom Retiro e reverencia os operários falecidos. Próximo ao local da chacina, onde atualmente se encontra um trevo entre as vias da Avenida Pedro Linhares Gomes (trecho da BR-381 que corta Ipatinga), a Usiminas instalou o Monumento Tomie Ohtake, que foi criado pela artista nipo-brasileira Tomie Ohtake em abril de 2004 e é composto por dois "Cês" que se interagem. A projetora, no entanto, não define um significado para a obra e deixa ao observador uma livre interpretação.
Em 17 de outubro de 2013, a Comissão de Anistia do Ministério da Justiça inaugurou o "Monumento à Resistência e à Luta dos Trabalhadores" na Praça da Bíblia, no Centro de Ipatinga, assim como ocorreu em outras nove cidades brasileiras onde houve perseguidos políticos pelo regime militar. Em 2023, o dia 7 de outubro foi instituído como "Dia da Luta Operária" perante a Lei nº 234, de autoria da vereadora Cecília Ferramenta, como referência ao dia do massacre.
No decorrer da década de 90, após a privatização da Usiminas, foram intensificados os investimentos em arte e equipamentos culturais com objetivo de manter sua credibilidade frente aos acontecimentos no passado. O nome do Centro Esportivo Cultural Sete de Outubro, situado no bairro Veneza remete ao dia do massacre, enquanto que o Hospital Municipal de Ipatinga é denominado Hospital e Pronto Socorro Municipal Eliane Martins, em referência à menina de três meses que morreu após levar um tiro nos braços da mãe. Audiências públicas na Câmara Municipal também são realizadas com objetivo de relembrar o massacre na ocasião de seu aniversário em alguns anos.
Uma série de periódicos se dedica a reunir e divulgar informações a respeito do episódio, como a obra Massacre de Ipatinga: Quadro a Quadro, elaborada pelo jornalista Edvaldo Fernandes com base em entrevistas, documentos e periódicos e apresentada durante a II Chamada Pública do Projeto Marcas da Memória, da Comissão de Anistia do Ministério da Justiça em 2011; o livro Massacre de Ipatinga: mitos e verdades, da historiadora ipatinguense Marilene Tuler (2007), que descreve o contexto social no qual os trabalhadores se encontravam em paralelo aos acontecimentos na Usiminas e à situação político-econômica do país; e O Massacre de Ipatinga, de Carlindo Marques (1984).